# Mari Màxim
Luci Mari Màxim Perpetu Aurelià (llatí: Lucius Marius Maximus Perpetuus Aurelianus) va ser un historiador romà que va escriure diverses biografies dels emperadors romans entre Trajà i Elagàbal.
Els autors de la Historia Augusta el mencionen repetidament, i el consideren una font important. Segurament va viure sota Alexandre Sever. En parlen amb gran elogi Ammià Marcel·lí i Flavi Vopisc. Vopisc l'anomena homo omnium verhosissimus qui et mythistoricis se voluminibus implicavit. No es coneix gaire l'estructura de la seva obra.